# Umsatzsteuer-Voranmeldung (Österreich)
Umsatzsteuer-Voranmeldungen müssen von Unternehmern monatlich oder vierteljährlich abgegeben werden, um die bereits angefallene Umsatzsteuer an das Finanzamt zu melden und abzuführen. In der Umsatzsteuererklärung nach Ablauf des Jahres werden die bereits geleisteten Zahlungen angerechnet.

## Sinn und Zweck
Die Umsatzsteuer ist eine Jahressteuer. Durch die Abgabe von Umsatzsteuer-Voranmeldungen wird erreicht, dass zum einen den Staat ein geringeres Zahlungsausfallsrisiko trifft und er einen Zinsvorteil erlangt, zum anderen der Unternehmer seine Umsatzsteuerlast gleichmäßiger über das ganze Jahr verteilen und so Zahlungsschwierigkeiten am Anfang des Folgejahres vermeiden kann. Umgekehrt hat der Unternehmer bei Vorsteuer-Erstattungen einen Zinsvorteil.

## Verfahren
Der Abgabezeitraum für die Umsatzsteuervoranmeldung richtet sich nach der Umsatzsteuerzahllast des Vorjahres. Die Abgabepflicht wird vom Finanzamt festgestellt; falls sich der Abgabezeitraum ändert, erhält der Unternehmer eine Mitteilung. Bis zu einem Umsatz von 55.000 € besteht keine Umsatzsteuerpflicht (und damit auch keine Pflicht zur Abgabe von Umsatzsteuervoranmeldungen), ausgenommen bei freiwilliger Optierung zur Steuerpflicht nach § 6 Abs. 3 UStG, oder nach Verpflichtung durch das Finanzamt wegen Verletzung von Vorschriften, beispielsweise der Aufzeichnungspflicht. Bei einem Vorjahresumsatz von 55.000 € bis 100.000 € ist nach § 21 Abs. 2 UStG die vierteljährliche Abgabe einer Voranmeldung erforderlich (monatliche Abgabe ist jedoch ohne gesonderten Antrag durch die fristgerechte Abgabe der Voranmeldung für Jänner wählbar). Bei Umsätzen über 100.000 € muss die Umsatzsteuervoranmeldung jedenfalls monatlich abgegeben werden.
Die Voranmeldung ist bis zum 15. Tag des zweitfolgenden Monats nach Ablauf des Voranmeldungszeitraums beim zuständigen Finanzamt einzureichen. Die Voranmeldung für den Jänner ist also spätestens am 15. März abzugeben, die Voranmeldung für das 1. Quartal am 15. Mai.
Die Umsatzsteuervoranmeldung ist verpflichtend über FinanzOnline einzureichen. Lediglich bei mangelnden technischen Voraussetzungen, beispielsweise fehlendem Internet-Anschluss, ist eine Abgabe auf Papier zulässig.